# Volker Wertich
Volker Wertich – niemiecki projektant gier komputerowych. Pierwsza gra, przy której pracował to Emerald Mine. Znany m.in. ze stworzenia gry The Settlers, współtworzenia The Settlers III i wieloletniej współpracy z Blue Byte Software. Stworzył również grę SpellForce. W roku 1997 założył studio Phenomic Game Developement, później przemianowane na EA Phenomic. W 2013 roku został uhonorowany nagrodą Special Award of the Jury podczas German Game Developer’s Awards.